# Frente Español
Frente Español (FE) és un partit polític espanyol nacionalista de tipus "plataforma", constituït en 2002 i dirigit per Blas Piñar i Jesús López. Va estar integrat integrat per FE/La Falange, Fuerza Nueva, España 2000 i els sindicats Fuerza Nacional del Trabajo (FNT) de València i de Valladolid, així com altres associacions. El 25 de gener del 2003 unes 3.000 persones van assistir en Madrid al primer acte públic del Front Espanyol per a reivindicar la unitat nacional i evitar «la fragmentació» del país.
El Frente Español tot just va complir sis mesos des de la seva presentació, atès que l'exclusió de España 2000 a l'abril de 2003 i l'abandó al juliol del mateix any dels dirigents provinents de Fuerza Nueva per a fundar successivament Alternativa Nacional i Alternativa Española van deixar la plataforma buida de contingut. En l'actualitat, Frente Español és la sigla utilitzada per la facció de FE/La Falange liderada per Manuel Andrino per a concórrer a comicis mentre es resol la situació legal d'aquesta formació.